# Gaziantep Stadyumu
Gaziantep Stadyumu – stadion piłkarski w mieście Gaziantep, w Turcji. Został otwarty 15 stycznia 2017 roku. Może pomieścić 35 574 widzów. Swoje spotkania rozgrywają na nim piłkarze klubów Gaziantepspor i Gazişehir Gaziantep FK.

## Charakterystyka
Projekt nowego stadionu powstał w 2012 roku, prace przygotowawcze rozpoczęto w maju 2013 roku, a właściwa budowa ruszyła pod koniec sierpnia 2013 roku. Nowy obiekt powstał na północnych obrzeżach miasta. Prace ukończono do końca 2016 roku, a inauguracja miała miejsce 15 stycznia 2017 roku. Na otwarcie Gaziantepspor przegrał w meczu Süper Lig z zespołem Antalyaspor 0:3. Nowy stadion zastąpił stary stadion im. Kâmila Ocaka, znajdujący się w centrum miasta. W przeciwieństwie do poprzednika, nowy obiekt jest typowo piłkarską areną, bez bieżni lekkoatletycznej, oferuje też znacznie więcej miejsc na widowni (ponad 35 000 w porównaniu do niecałych 17 000 na starym stadionie). Nowa arena posiada dwupiętrowe trybuny otaczające boisko ze wszystkich stron, tworząc zwartą bryłę architektoniczną. Całość zwieńczona jest ozdobną elewacją od zewnątrz i zadaszeniem pokrywającym całą widownię.